# Riemann-felület

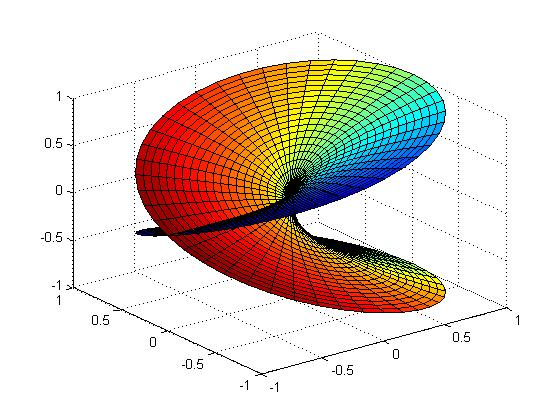
Az függvény Riemann-felülete

A Georg Friedrich Bernhard Riemann által elnevezett Riemann-felület a komplex analízis tárgykörébe tartozik. Ez egy egydimenziós, komplex sokaság. A Riemann-felületek tulajdonképpen a komplex sík deformált változatai, ahol minden pont környezetében a függvény a komplex sík egy darabjának tűnik, ám a globális topológia eléggé különböző lehet. A függvény így gömbként, vagy akár tóruszként is megjelenhet.
A Riemann-felületek fontos tulajdonsága, hogy holomorf függvények határozhatók meg közöttük. A sokváltozós gyökfüggvények, logaritmikus függvények és egyéb algebrai függvények globális viselkedése így jól tanulmányozható.
Minden Riemann-felület egy kétdimenziós valós sokaság, ám bonyolultabb struktúrára épül, hiszen ezekre szükség van a holomorf függvények egzakt definíciójához. Egy kétdimenziós valós sokaság általában több, egymástól különböző úton is Riemann-felületté változtatható, de akkor és csak akkor, ha orientábilis. Ezért a gömbön és a tóruszon megadható komplex struktúra, ám a Möbius-szalag, a Klein-palack vagy a projektív sík már nem tehető Riemann-felületté.

## Példák
- Minden {\displaystyle G\subset \mathbb {C} } tartomány.
- A {\displaystyle \mathbb {C} \cup \{\infty \}} Riemann-féle számgömb, amit, mint komplex projektív egyenest {\displaystyle \mathbb {C} P^{1}}-vel is jelölnek.
- A {\displaystyle \Gamma } rácsra vett {\displaystyle \mathbb {C} /\Gamma } tóruszfelület, amin az elliptikus függvények értelmezhetők.

Maga Bernhard Riemann így szemléltette a róla elnevezett felületeket: Vegyük a projektív sík néhány (akár végtelen sok) példányát, vágjuk fel őket valamilyen vonalak, például egyenesek, félegyenesek és szakaszok mentén, végül ezek mentén ragasszuk össze őket. Ez a személet termékenynek bizonyult, habár pontatlansága miatt kritizálták. A fenti definíciót Hermann Weyl alkotta meg. Könyvében, a Die Idee der Riemannschen Flächeben (1913) tisztázta a mára alapvetővé vált sokaságok fogalmát.

## Tulajdonságok
Legyen X és Y Riemann-felület, és {\displaystyle f:X\to Y} nem konstans holomorf leképezés, aminél a kompakt halmazok ősképe is kompakt. Ekkor van egy {\displaystyle n\in \mathbb {N} } természetes szám, hogy f minden {\displaystyle c\in Y} értéket n-szer vesz fel. Ebből adódik, hogy egy kompakt Riemann-felületen értelmezett nem konstans {\displaystyle f:X\to \mathbb {P} _{1}} meromorf leképezésnek ugyanannyi nullhelye, mint pólusa van. Itt {\displaystyle \mathbb {P} _{1}} a Riemann-féle számgömb.
Ez az eredmény az algebra alaptételéből is adódik.